# Mucho hay que chupar
Il y a beaucoup à sucer
L'eau-forte Mucho hay que chupar (en français Il y a beaucoup à sucer) est une gravure de la série Los caprichos du peintre espagnol Francisco de Goya. Elle porte le numéro 44 dans la série des 80 gravures. Elle a été publiée en 1799.

## Interprétations de la gravure
Il existe divers manuscrits contemporains qui expliquent les planches des Caprichos. Celui qui se trouve au Musée du Prado est considéré comme un autographe de Goya, mais semble plutôt chercher à dissimuler et à trouver un sens moralisateur qui masque le sens plus risqué pour l'auteur. Deux autres, celui qui appartient à Ayala et celui qui se trouve à la Bibliothèque nationale, soulignent la signification plus décapante des planches.
- Explication de cette gravure dans le manuscrit du Musée du Prado :
Los que llegan a 80, chupan[3] chiquillos : los que no pasan de 18 chupan a los grandes. Parece que el hombre nace y vive para ser chupado. 
(Ceux qui arrivent à 80 sucent les enfants : ceux qui n'atteignent pas 18, sucent les grands. Il semble que l'homme naît et vit pour être sucé)[4].

- Manuscrit de Ayala :
Parece que nace el hombre y vive para ser chupado. Los rufianes llevan buena cuenta de las cestas de chiquillos, que se fabrican por su medio, o se desgracian con sus abortivos.
(Il semble que l'homme naît et vit pour être sucé. Les souteneurs font bon compte des corbeilles d'enfants, que l'on fabrique par leur intermédiaire ou qui finissent mal à cause de leurs remèdes abortifs)[4].

- Manuscrit de la Bibliothèque nationale :
Los rufianes y alcahuetas desgracian cestadas de chiquillos, dando drogas para abortar: cuando el secreto lo exige.
(Les souteneurs et les maquerelles détruisent des corbeilles d'enfants, en donnant des drogues pour avorter: quand le secret l'exige)[4].

## Technique de la gravure
L'estampe mesure 204 × 149 mm sur une feuille de papier de 306 × 201 mm.
Goya a utilisé l'eau-forte, l'aquatinte, la pointe sèche et le burin.
Le dessin préparatoire est à la sanguine. Dans le coin inférieur gauche, au crayon est écrit « 32 » et à côte un « 18 » barré. Dans le coin inférieur droit figure un « 18 ». Le dessin préparatoire mesure 197 × 134 mm.

## Catalogue
- Numéro de catalogue G02133 de l'estampe au Musée du Prado.
- Numéro de catalogue D04217 du dessin préparatoire au Musée du Prado.